# Toyota Agya
Toyota Agya — городской автомобиль от Toyota, разработанный Daihatsu и производящийся Astra Daihatsu в Индонезии. Toyota Agya так же известен и продаётся как Daihatsu Ayla, и на Филиппинах так же как Toyota Wigo. Автомобиль в Малайзии производится как Perodua Axia. Название «Agya» с санскрита переводится как «быстрый».

## История
Представлен автомобиль был в 2012 году на международном автосалоне Toyota и Daihatsu в Индонезии. Первоначально автомобиль был доступен для предварительного заказа после салона, но приём заявок длился всего несколько недель. На Agya и Ayla устанавливают один и тот же 1,0-литровый 1KR-DE трехцилиндровый двигатель в Индонезии.
Через год стартовала официальная продажа Agya и Ayla и стали доступны широкой публике на второй неделе сентября 2013 года. В июле 2013 года, Toyota Motor Philippines (TMP) объявили о намерении импортировать Agya с декабря, чтобы конкурировать с Mitsubishi Mirage. Для филиппинского рынка автомобиль будет иметь другое название. В январе 2014 года, TMP объявило о именовании авто Wigo, и устанавливала на него 1,0-литровый 1KR-DE трехцилиндровый двигатель как в Aygo.

## Технические подробности
Toyota Agya/Wigo
В Индонезии, Agya доступна в трёх различных вариантах, все из них имеют две подушки безопасности и доступны с выбором автоматической или 5-ступенчатой механической коробкой передач. Три модели имеют двигатели:
- 1,0 E
- 1,0 G
- 1,0 TRD S

На Филиппинах вариант 1,0 E идёт с механической коробкой передач. Модели с 1,0 TRD S в настоящее время в стране нет.
Daihatsu Ayla
Ayla доступна только в Индонезии в семи различных вариантах; в шести из них есть выбор между АКПП и 5-ступенчатой МКПП. Шесть вариантов включают:
- 1,0 D (только 5-ступенчатая механическая коробка)
- 1,0 D+ (с механической и 4-ступенчатой автоматической коробкой)
- 1,0 M (с механической и 4-ступенчатой автоматической коробкой)
- 1,0 M Sporty (оборудован Sport Aero Kits)
- 1,0 X (с механической и 4-ступенчатой автоматической коробкой)
- 1,0 X Elegant (оборудован Elegant Aero Kits)
- 1,0 X Airbag (с двумя подушками безопасности)

## Маркетинг
Toyota Motor Philippines запустила массовую маркетинговую кампанию для Wigo, совместно с филиппинскими знаменитостями.

## Награды
На Филиппинах, Toyota Wigo награждена как лучший микро-автомобиль года от Car Awards Group в 2014—2015 годы.

## Галерея

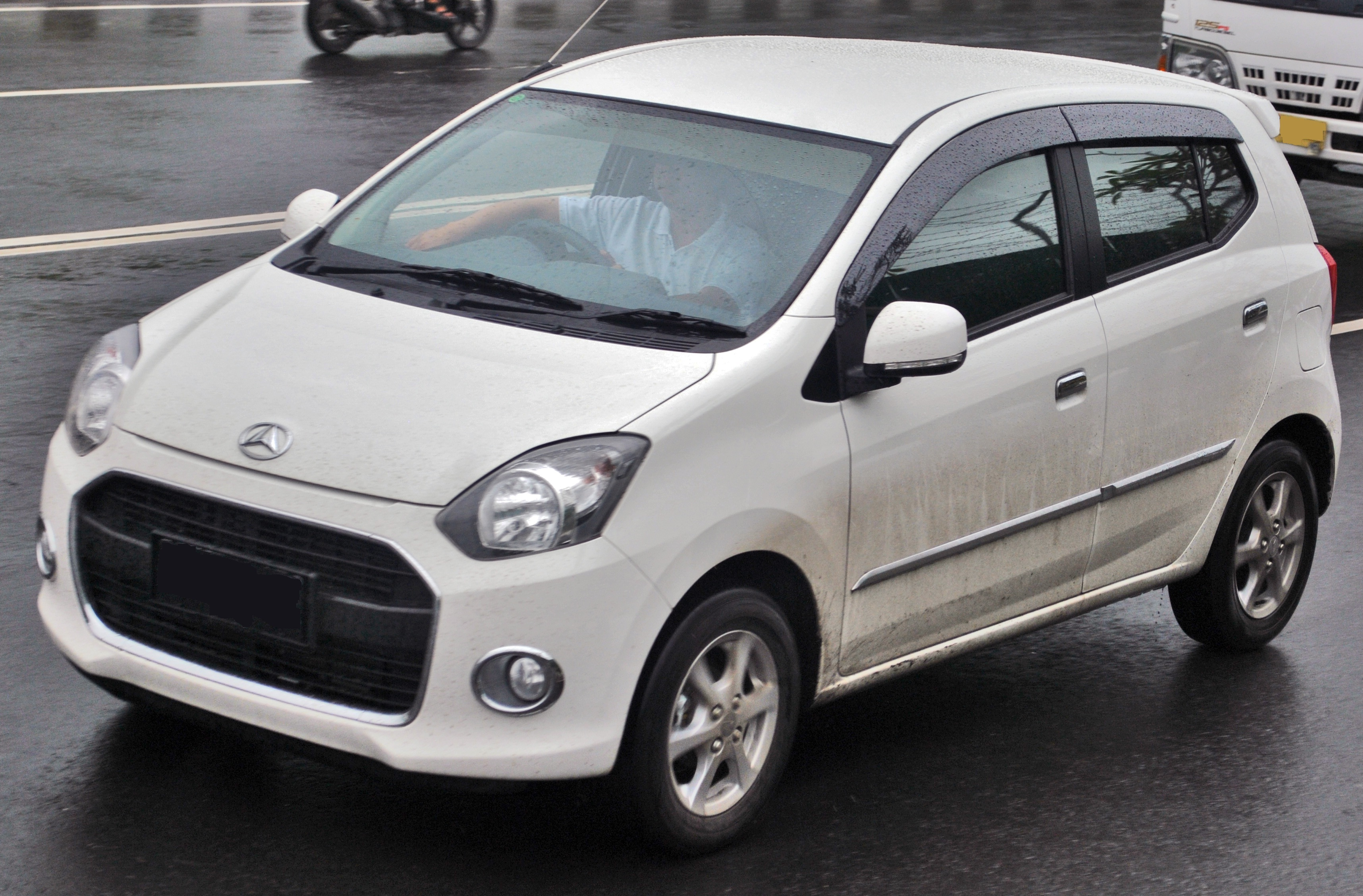
Daihatsu Ayla
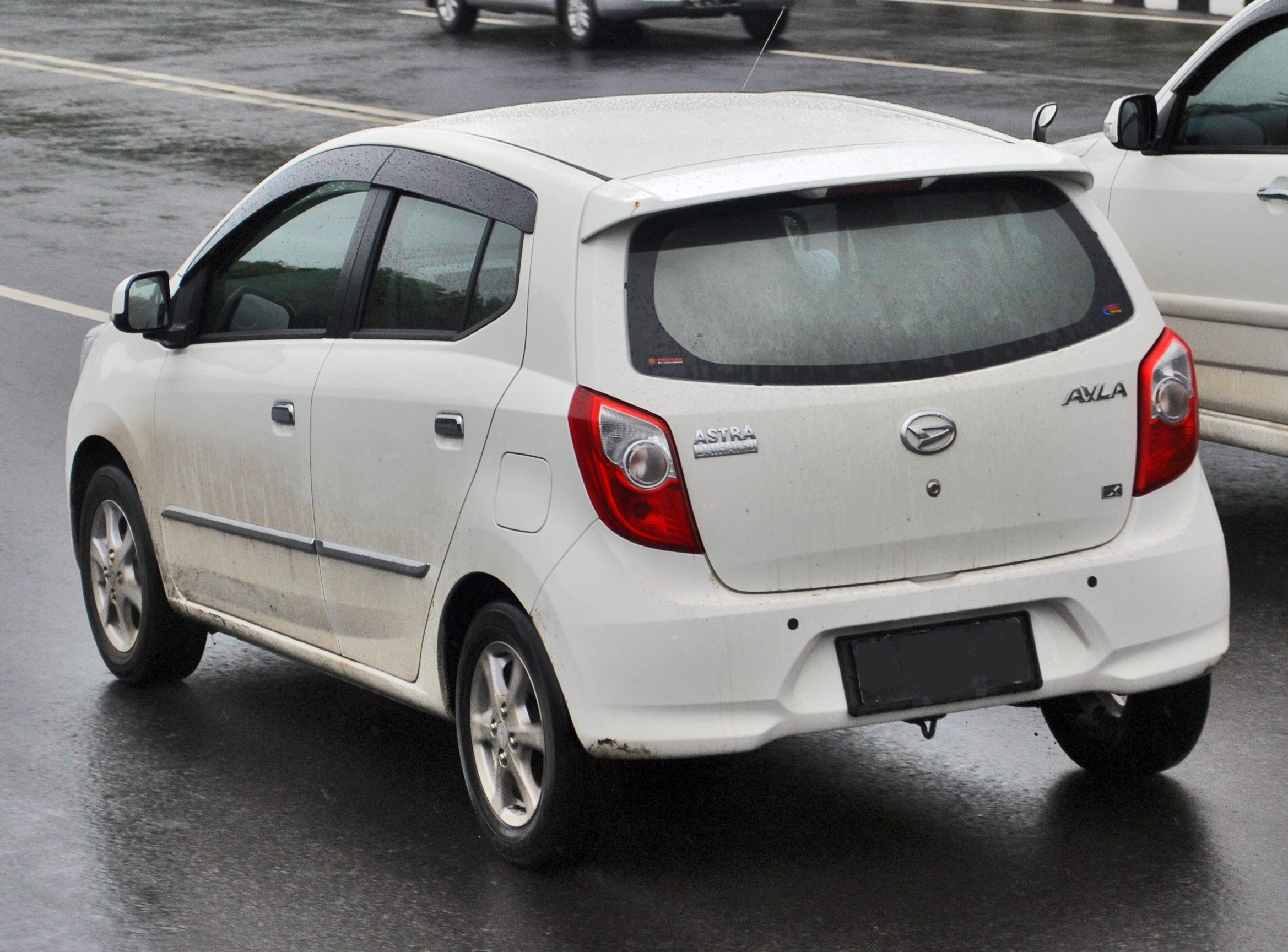
Daihatsu Ayla
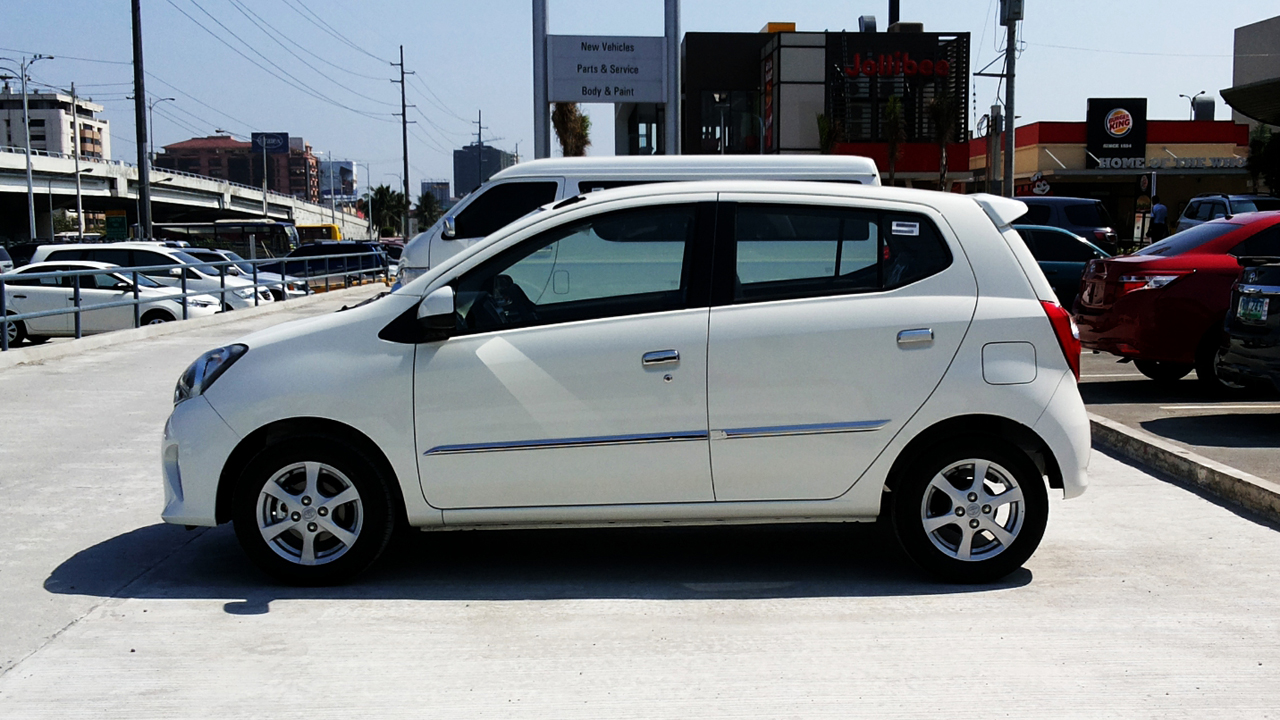
Toyota Wigo G (Филиппинская модель)
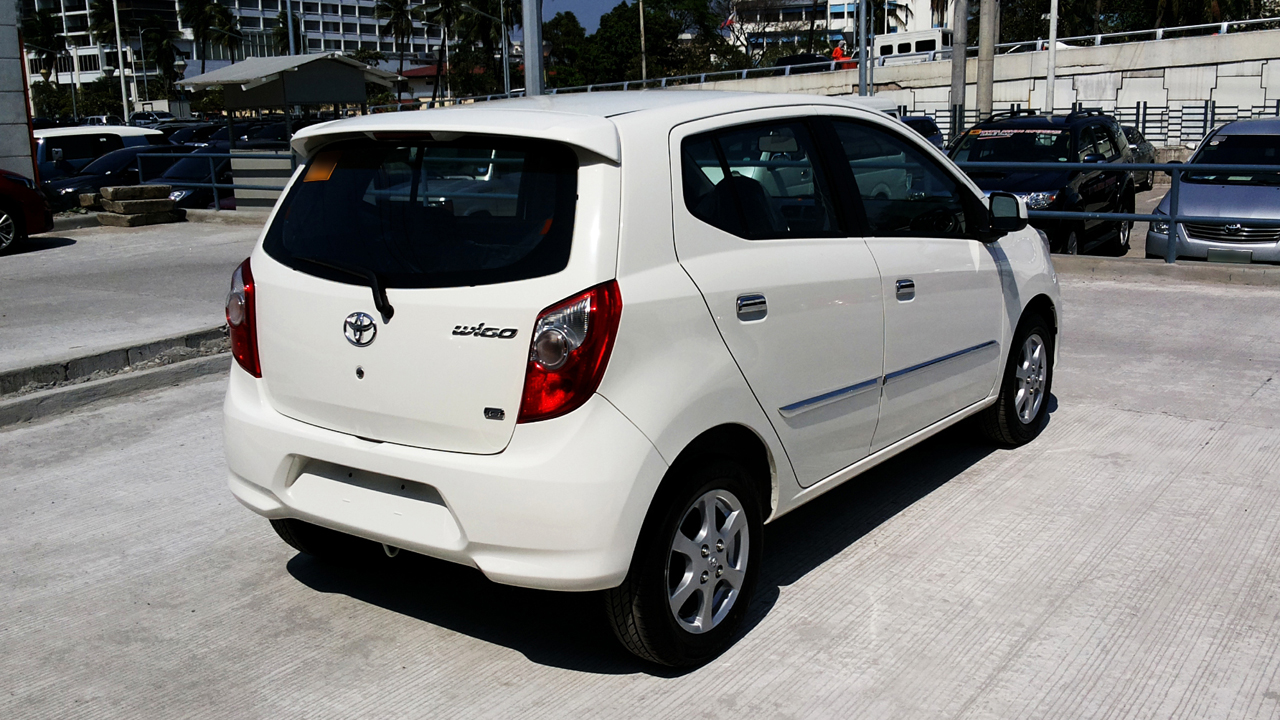
Toyota Wigo G (Филиппинская модель)
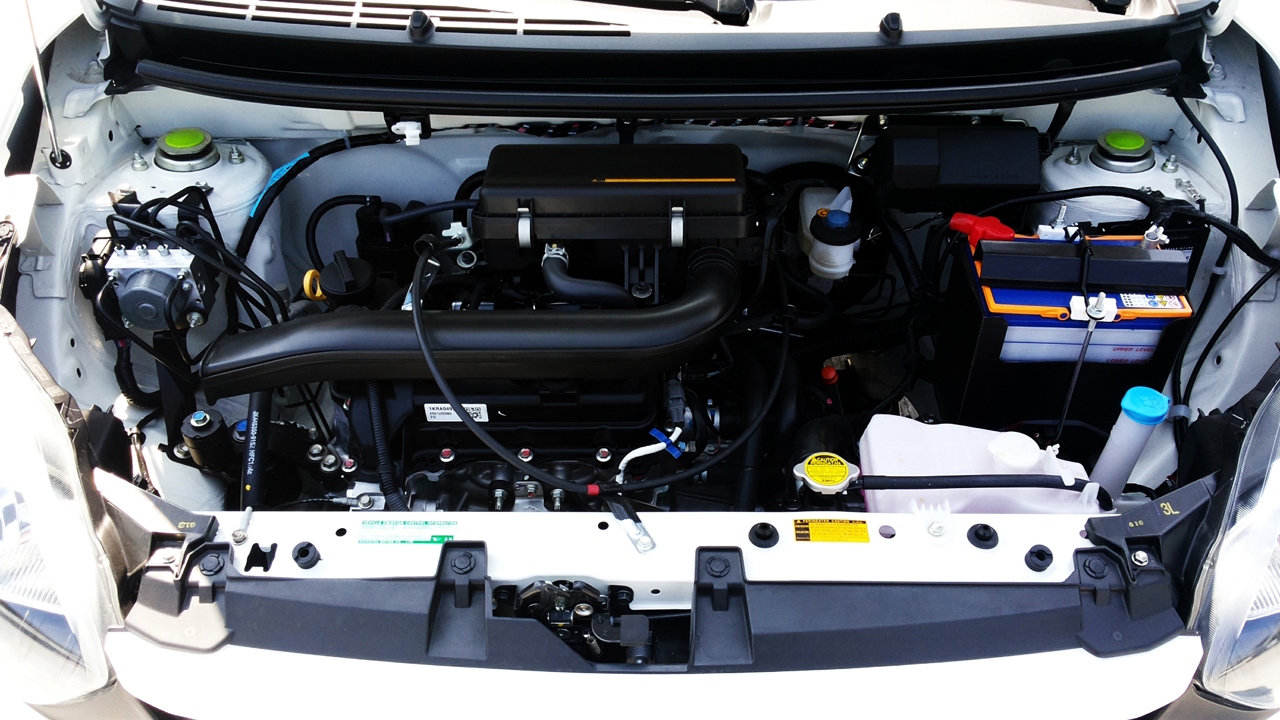
Toyota Wigo G (Филиппинская модель, двигатель)
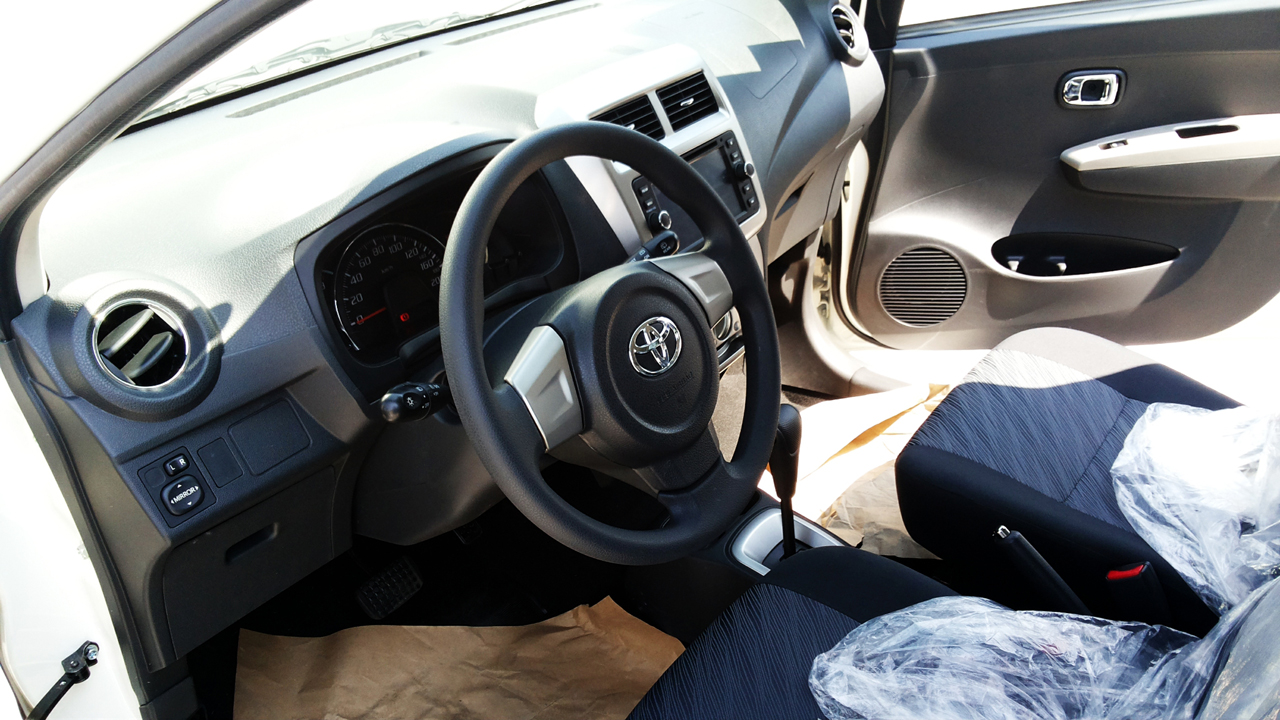
Toyota Wigo G (Филиппинская модель, интерьер)